# Antoine Cantillion
Marie Joseph Jean Antoine Cantillion (Diest, 6 mei 1857 - Kortrijk, 17 april 1904) was een Belgisch senator.

## Levensloop
Cantillion, zoon van Joseph Cantillion (1831-1894) en Marie Ruebens (1826-1911), doctoreerde in de rechten (Katholieke Universiteit Leuven, 1879). Hij trouwde in 1876 met Julie de Mulié en ze hadden acht kinderen: Carlos (1877), Antoine (1878), Agnès (1879), Clotilde (1880), Gabrielle (1881), Hélène (1882), Paula (1883), Antoinette (1884).
Hij werd advocaat aan de Balie van Kortrijk en bestuurde ook de handel van zijn schoonvader Karel de Mulié-Vercruysse.
Hij werd in 1891 de stichter en hoofdman van De Gilde van Ambachten en Neringen, de organisatie van de christelijke arbeidersbeweging in het Kortrijkse. 
Op 3 januari 1901 werd hij katholiek senator voor het arrondissement Kortrijk, in opvolging van de overleden Paul de Bethune en bekleedde dit mandaat tot hij zelf in 1904 onverwacht overleed.